# 蘇道哲
蘇道哲（英語：Sotoc），人稱阿道，香港作曲人、編曲人、音樂監製、R.O.O.T 成員之一。師從擁有「香港爵士樂教父」美譽的鋼琴手 Ted Lo（羅尚正），曾為多場大型演唱會擔任鋼琴手、電子琴手及音樂總監，亦經常為不同歌手擔任監製、編曲及作曲等工作。其中代表作品〈銀髮白〉更於「2017年CASH金帆音樂獎」奪得「最佳歌曲大獎」。

## 音樂作品

### 2013年
- 李昊嘉 - 酒意（曲／編）

### 2014年
- 迪　子 Feat. 吳業坤 - 流浪記（編）[註 1]

### 2015年
- 迪　子 - 回憶氣味（編）[註 1]
- 迪　子 - 人間鬼獄（編／監）[註 2]
- 蘇道哲 - 使命（曲／詞／編／監）

### 2016年
- 林二汶、岑寧兒 - 銀髮白（編／監）[註 3]
- 陳凱彤 - 少女時代（曲／編）[註 4]

### 2017年
- 余香凝 - 簡單情歌（編）
- 岑寧兒 - 剎那的烏托邦（編／監）[註 3]
- 林欣彤 - 哪裡只得我共你?（編／監）
- 陳美詩 - 我會照顧你（編）[註 5]
- 陳曉東 - 時間做證（編／監）[註 6]
- 潘欣妮 - 每一天（曲）
- 衛　蘭 - I Don't Know, I Don't Care（曲／編）
- 鄧小巧 - 不藥而癒（編）
- 糖　妹 - Dream Together（編／監）[註 7]

### 2018年
- Gin Lee - 人間鬍子（編）
- Robynn & Kendy - 荷光（編）
- 林欣彤 - Da Di Da（編／監）
- 胡鴻鈞 - 偉業街（曲）[註 8]
- 孫耀威 - 在車上睡了一夜（編／監）[註 5]
- 容祖兒 - 綁夢（編）
- 梁佑嘉 - 有種傷害叫無心（編）

### 2019年
- Gin Lee - 耽誤（編）
- R.O.O.T Feat. MC仁 - Para Salud（監）
- 林欣彤 - 一秒（編／監）
- 黃淑蔓 - 很久不見（曲／編）
- 黃淑蔓 - Dream My Dreams（編）
- 衛　蘭 - 鐵蘭花（曲／編／監）[註 9][註 10]
- 衛　蘭 - 面對（編／監）[註 11]
- 黎曉陽 - 拾荒者之歌（編／監）[註 12]

### 2020年
- R.O.O.T - 人間有愛（監）
- R.O.O.T - 非洲的60秒（監）
- 李克勤 - 為食熊貓（編）
- 李靖筠 - 嗚哩雙刀（曲／編／監）[註 13]
- 林欣彤 - 次元壁（曲／編／監）
- 胡鴻鈞 - 沒身份妒忌（曲／編／監）[註 8]
- 胡鴻鈞 - 妳幸福嗎?（曲／編／監）
- 陳凱詠 - 隔離（編）[註 14]
- 馮穎琪 - 清酒之約（編／監）
- 衛　蘭 - 低半度（曲／編）[註 15][註 4]
- 衛　蘭 - 她整晚在寫信（編）
- 鄧小巧 - 同檯（編）

### 2021年
- R.O.O.T - 宜蘭食雪糕（監）
- Robynn Yip - 尚有一堆理由顯出我優秀（編／監）
- 李靖筠 - 像極了愛情（曲／編／監）[註 13]
- 李靖筠 - 差一些什麼?（曲／編／監）[註 13]
- 李靖筠 - 2+1=1（曲／編／監）[註 13]
- 胡鴻鈞 - 整親（編／監）
- 胡鴻鈞 - 今天不營業（編／監）[註 16]
- 胡鴻鈞 - 謝謝你的應援（曲／編／監）[註 8]
- 胡鴻鈞 - 心跳移植（曲／編／監）[註 8]
- 胡鴻鈞 - 自在早晨（曲／編／監）
- 胡鴻鈞 - 祝君好（監）
- 胡鴻鈞 - 太多不知道（編／監）
- 胡鴻鈞、炎明熹 - 愛是帶種缺陷的美（曲／編／監）[註 8]
- 許靖韻 - I'm Sorry（曲／編／監）[註 17]
- 陳凱詠 - 沒有無緣無故的恨（編）
- 關智斌 - 隱形人（編）

### 2022年
- R.O.O.T Feat. 9m88 - Wanna Be Like You（監）
- Robynn Yip - 時光樹（編／監）
- 李靖筠 - 00000（曲／編／監）[註 13]
- 侯慧寧 - 佚名畫（編）
- 胡鴻鈞 - 我們在結束時開始（曲／編／監）[註 8]
- 陳正晞 - 雙城（編）[註 5]
- 雲浩影 - 願望之翼（編／監）
- 馮允謙 - 給缺席的人唱首歌「也與你的心靈同在」（編）
- 謝安琪 - 我的波利海妮婭（曲／編／監）[註 18]

### 2023年
- Beanies - 最佳女團友（曲／編／監）[註 19]
- Lolly Talk - 一把火（監）
- The Hertz - 命之道（監）
- 李克勤 - 妳的移動城堡（曲／編／監）[註 20][註 11]
- 李靖筠 - 苛刻（曲／編／監）[註 13]
- 炎明熹 - 大開眼界（編／監）
- 炎明熹 - 回甘（編）[註 21]
- 秋　彤 - 雙（監）
- 側　田、余宗遙、Kerryta - 一律建議分手（編）
- 梁釗峰 - 已......(3235)（曲／編／監）
- 陳凱彤 - 結局之前一頁（編／監）
- 陳慧敏 - Why So Serious（編）
- 雲浩影 - 無以名狀的痛（編／監）[註 12]
- 馮允謙 - 收到收到（編）[註 21]
- 潘靜文 - 永遠潘朵拉（曲／編／監）
- 鍾柔美 - 下一個暑假（曲／編／監）
- 謝安琪 - 撕裂的樂章（曲／編／監）
- 謝安琪 - 講不出的原因（編／監）

### 2024年
- Beanies - 今晚抹掉你（曲／編／監）[註 22][註 23]
- Beanies - 小氣簿（編／監）[註 23]
- Byejack、陳泳伽 - 天空的遠岸（編）[註 24]
- Gin Lee - 可惜我們沒有（編／監）
- Gin Lee、Gordon Flanders - 可惜我們沒有…the next episode（編／監）[註 25]
- Kiri T - 至少做一件離譜的事（編）[註 26]
- Kiri T - 縈（監）
- R.O.O.T、張天穎 - 唯獨我是不可取替（監）
- Supper Moment - 來到想你的時候（編）[註 27]
- 姚焯菲 - 初心小島（曲／編／監）[註 28]
- 梁釗峰 - 致陪伴我的（編／監）[註 29]
- 陳泳伽 - 下回分解（曲／編／監）[註 30]
- 陳凱詠 - 間歇性休眠（編／監）
- 雲浩影 - 回憶半分鐘（編／監）
- 雲浩影 Feat. Gordon Flanders - 回憶半分鐘（Aurora Version）（編／監）
- 馮允謙 - 膽量鍛鍊之旅（編／監）[註 14]
- 馮允謙 - 會再見的（編／監）
- 馮允謙 - Surrender to Love（編／監）[註 14]
- 馮允謙 - 會再見的（Together At Last）（編／監）[註 31]
- 馮允謙 - 會再見的（Home For The Holidays）（編／監）
- 馮允謙 Feat. 邱彥筒 - All That I Want（English Version）（編）[註 14]
- 黃淑蔓 - 我的受保護動物（編／監）[註 32]
- 潘靜文 - 傷魚座（曲／編／監）
- 鄧小巧、張敬軒 - 神愛世人（合唱版）（編／監）
- 鄧麗欣 - 戲一場（編／監）
- 郁可唯 - 但也有可能（編）

### 2025年
- CY陳宗澤 - 可能性偏低但不是沒可能（編／監）
- Gareth.T - 你都不知道 自己有多好（編／監）[註 33]
- J.Arie - 遺下來的（編／監）
- Robynn Yip - Eternity（編／監）
- 李駿傑 - 滿（編／監）
- 李駿傑 - 沒有你的世界（編／監）
- 李駿傑 - 不枉我們一起過（編／監）
- 泳　兒 - 無糖可樂（編／監）
- 姚焯菲、鍾柔美 - 女神（編）
- 胡鴻鈞 - 恒温行李（曲／編／監）[註 8]
- 雲浩影 - 你在我不遠處（編／監）
- 雲浩影 - 你的損失（編／監）[註 29]
- 黃淑蔓 - 未至於（編／監）
- 曾傲棐 - 時間的碎片（編）[註 34]
- 鄧麗欣 - 立斷（編／監）
- 衛　蘭 - The Best Version Of Me（編／監）

## 獎項
- 未來音樂選 TONE Music Awards 2023 純音樂 Instrumental - 浮念
- 2024年度叱咤樂壇流行榜頒獎典禮 - 叱咤樂壇至尊歌曲大獎《會再見的》（編曲、監製）